# 9739 Powell
9739 Powell (1987 SH7) là một tiểu hành tinh vành đai chính bên trong được phát hiện ngày 16 tháng 9 năm 1987 bởi C. S. Shoemaker ở Palomar.